# Sanctuaire pour oiseaux Vaduvoor
Le sanctuaire pour oiseaux Vaduvvoor (Vaduvoor Bird Sanctuary) est une réserve ornithologique indienne située dans le taluk de Mannargudi, district de Tiruvarur, état du Tamil Nadu.

## Caractéristiques
Situé près de Thanjavur, son réservoir reçoit de l'eau de novembre à avril, ce qui attire de nombreux oiseaux migrateurs.
La pluviométrie moyenne annuelle est de 1 400 mm.
Il possède deux tours d'observation.

## Faune
On y trouve des ibis à tête noire, des Tantales indiens, des pélicans à bac tacheté, des canards pilets, des cormorans, des Sarcelles d'hiver, des hérons, des Spatules, des foulques

## Galerie

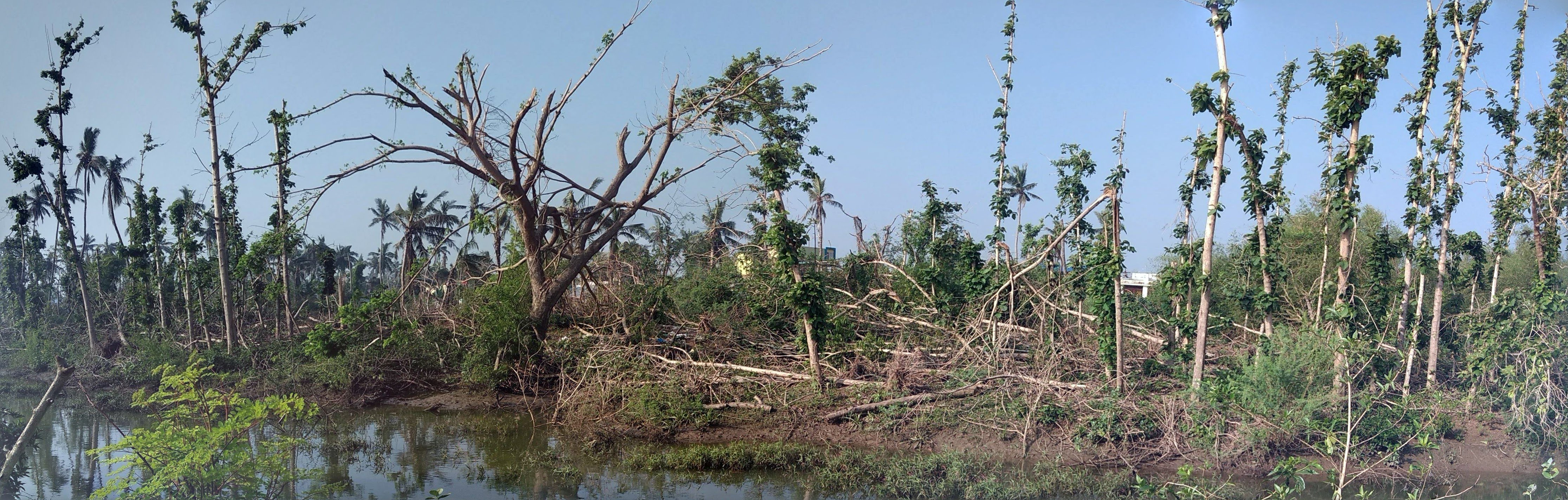
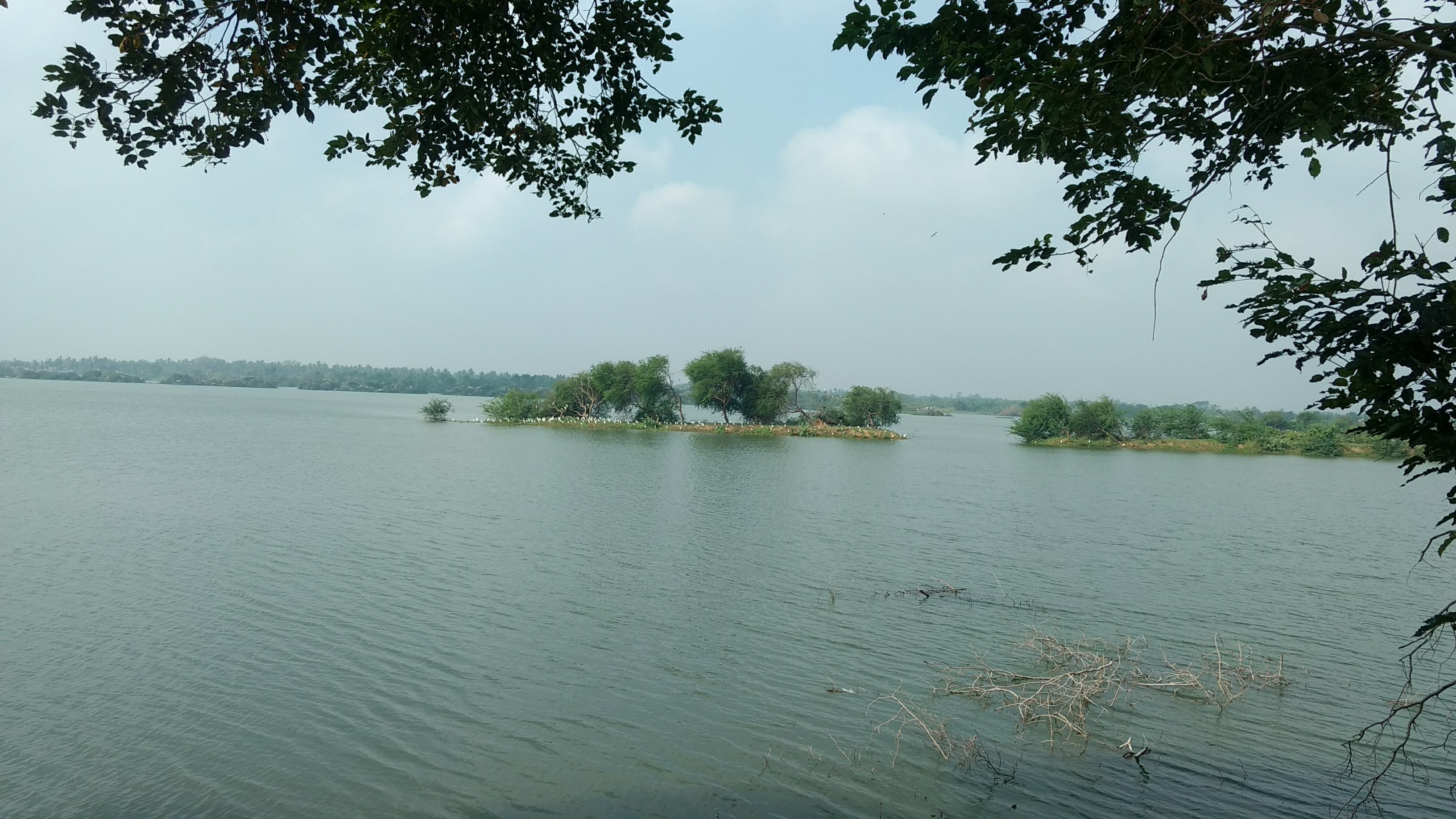
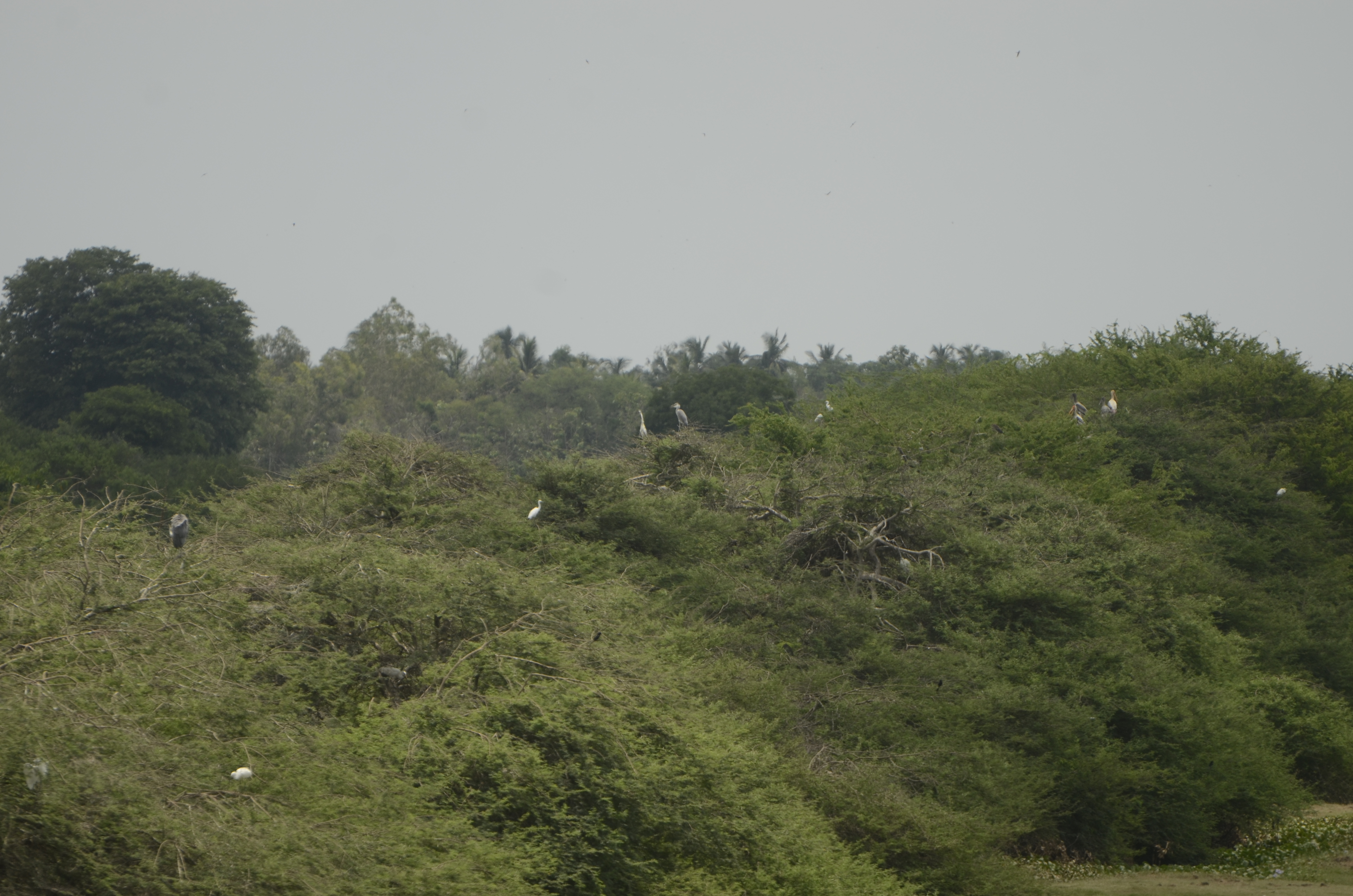
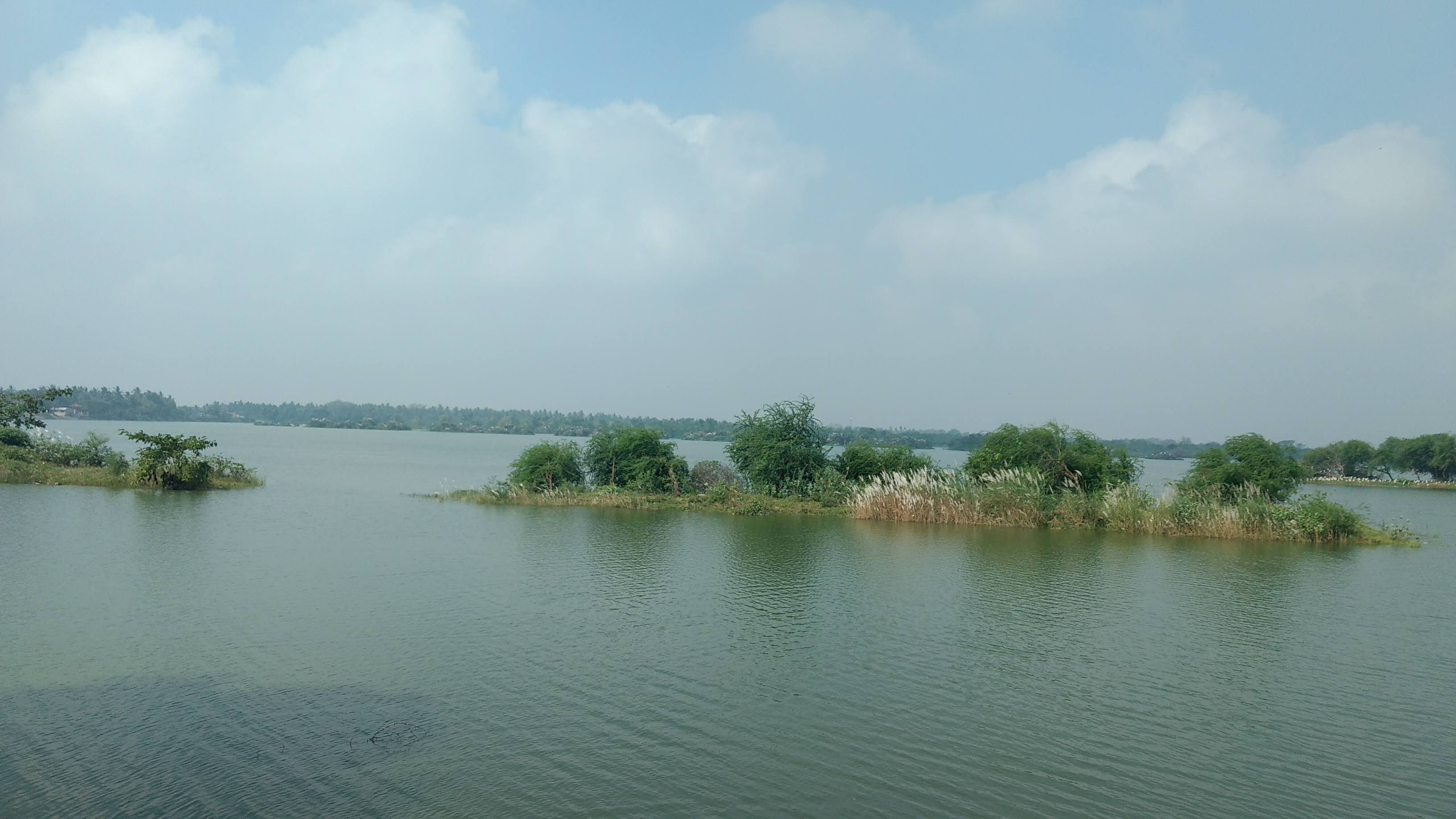
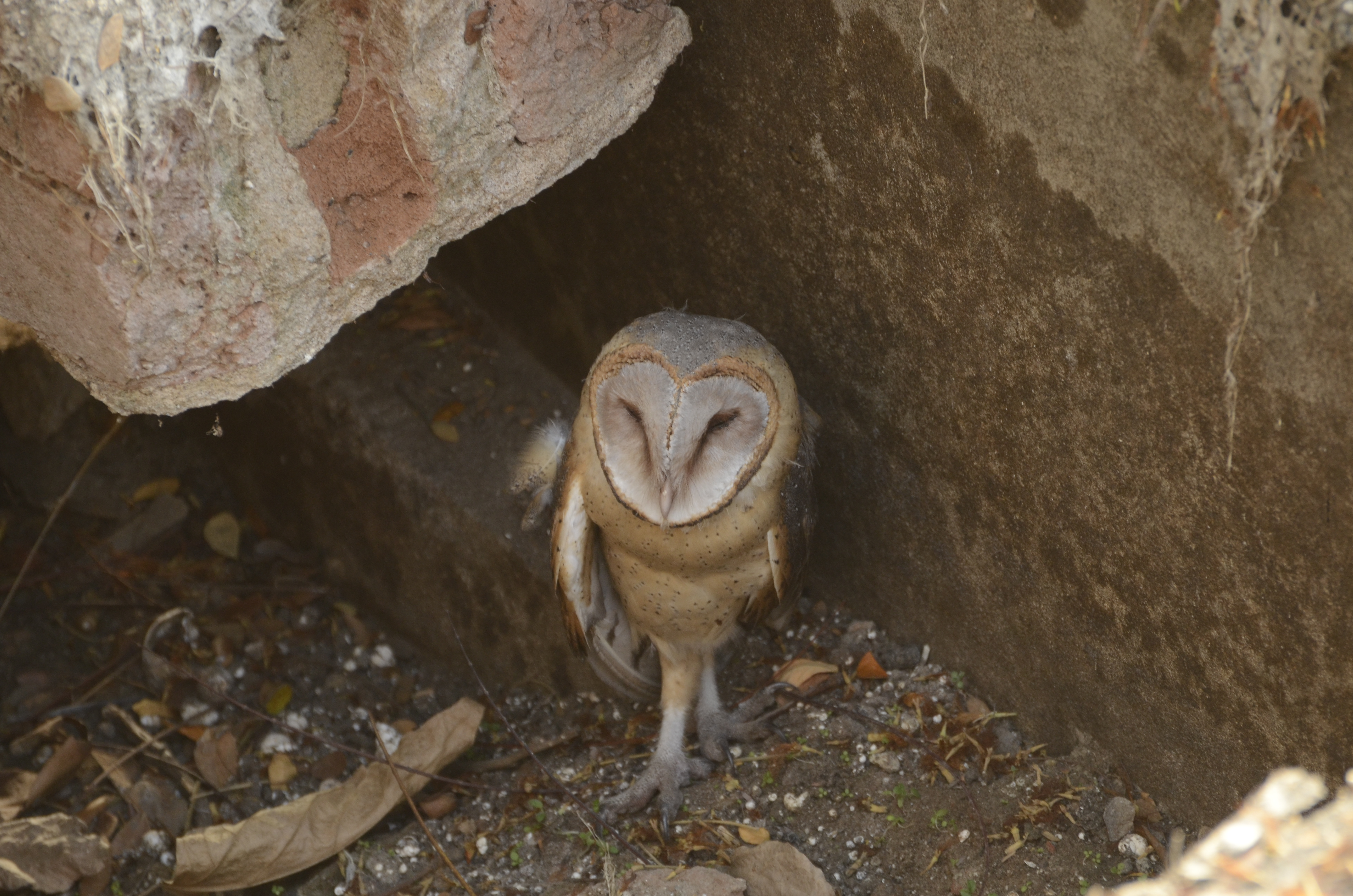